# 白山神社 (新潟市中央区沼垂東)
白山神社（はくさんじんじゃ）は、新潟県新潟市中央区沼垂東1丁目1番17号にある神社。式内社。新潟市中央区一番堀通町にある同名神社と区別するため、「沼垂白山神社（ぬったりはくさんじんじゃ）」と呼ばれている。

## 祭神
2019年現在の祭神は次の通りである。
- 天照大神（あまてらすおおかみ）[2]
- 菊理媛命（きくりひめのみこと）[3] - 和合、結縁、活水の神である[2]。白山媛とも称される[4]。

## 歴史
創建年代は不詳。社伝によれば、かつては水分（みくり）神社と呼ばれた。『延喜式神名帳』に記された越後国沼垂郡の美久理神社にあたるが、創建当時の史料は残されていない。
沼垂は、信濃川と阿賀野川が合流して日本海に流れ込む一帯に位置し、水分（みくり）は水配の意味で、灌漑の神である。沼垂白山神社は、江戸時代初期の寛永年間には、王瀬山にあり、沼垂地域の総鎮守とされた。信濃川の氾濫のため何度も移転を余儀なくされており、1706年（宝永3年）5月、畾地のうち西側へ移転する。その後、1714年（正徳4年）にさらに東へ移転し、1725年（享保10年）または1726年（享保11年）に現在の場所に落ち着いた。神像、神器、古書などの社宝は、度重なる洪水被害と移転により失われた。
元郷社であり、式内社である。沼垂に式内社は2社あり、沼垂白山神社と、五色神社（蒲原神社）である。
上杉氏の時代には社領100石が寄進されたと伝わるが、1698年（元禄11年）の記録に「社領拾石」と記録されている。江戸時代には、新発田藩藩主溝口氏の信仰の対象となり、沼垂の真言宗得生院が別当を務めた。

## 境内
境内には本殿および拝殿のほか、末社、社務所、手水、舞殿、鳥居、一対の狛犬のほか、複数の石灯篭がある。石灯籠のもっとも古い年代のものには「白山宮」と刻まれている。
2016年（平成28年）2月5日、「仮遷座祭」が行われた。仮遷座は、建物を解体せずに移動させる「曳家」工事の手法をとって行われた。本祭は栗ノ木バイパスの拡幅工事に伴い、本格的な工事を前に御神体を仮宮へ移すために行われた。御神体が本殿を離れるのは約170年ぶりであった。
同年6月12日、ふたたび曳家工事によって高さ約11メートル、重さ約50トンの建物を約2メートル参道側に動かした。500人の協力を得て行われた。
- 本殿・拝殿

現在の本殿は1848年（弘化4年）に再建された。再建にあたって、木材は総てヒノキが用いられた。棟梁は熊谷の小林源太郎。小林源太郎は左甚五郎と呼ばれた幕末の名匠で、特に彫刻が名作といわれている。
- 本尊

十一面観音。勧請年は不明である。
- 社務所

参集殿とも称される。
- 鰐口

年号は『貞治六丁未』（正平22年 西暦1367年）とあり、出羽国羽黒権現の銘がある。もともと天正年中に上杉氏が出羽を攻めた時に接収し奉納したという記録があるが、その時期には1年の違いがあり、定かではない。

### 境内社

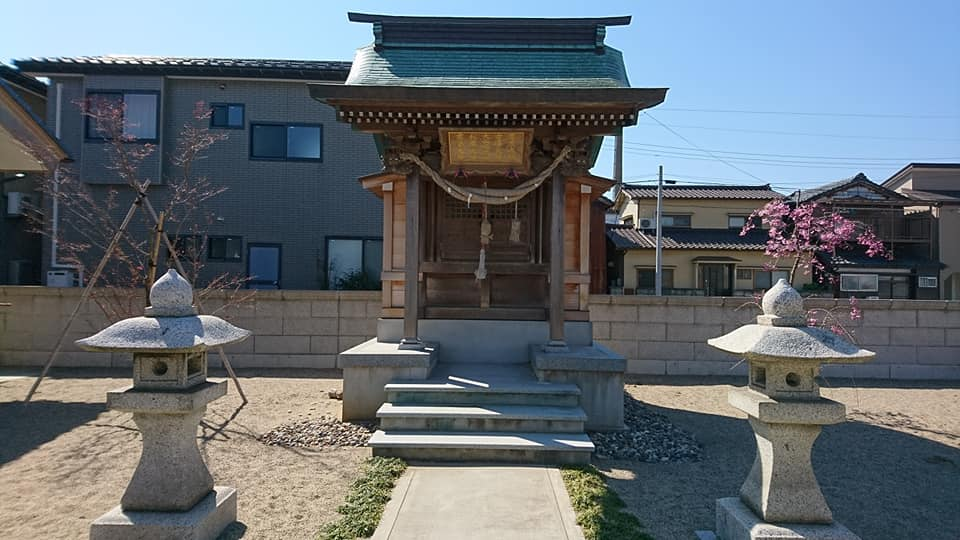

境内の末社には、扁額によれば菅原大神、古峰大神、大山大神、秋葉大神、粟島大神を合祀する。
また、祭神を神明 天神 稲荷とする資料もある。

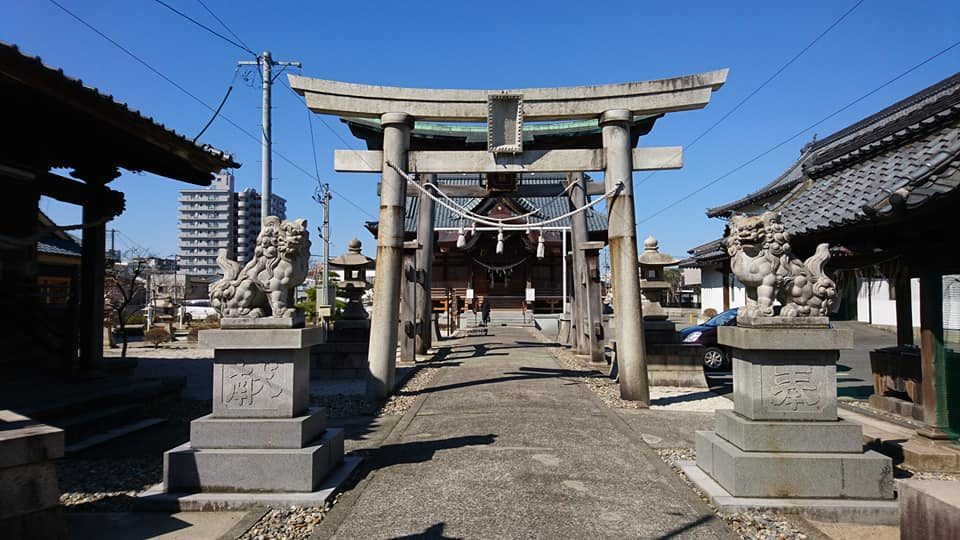
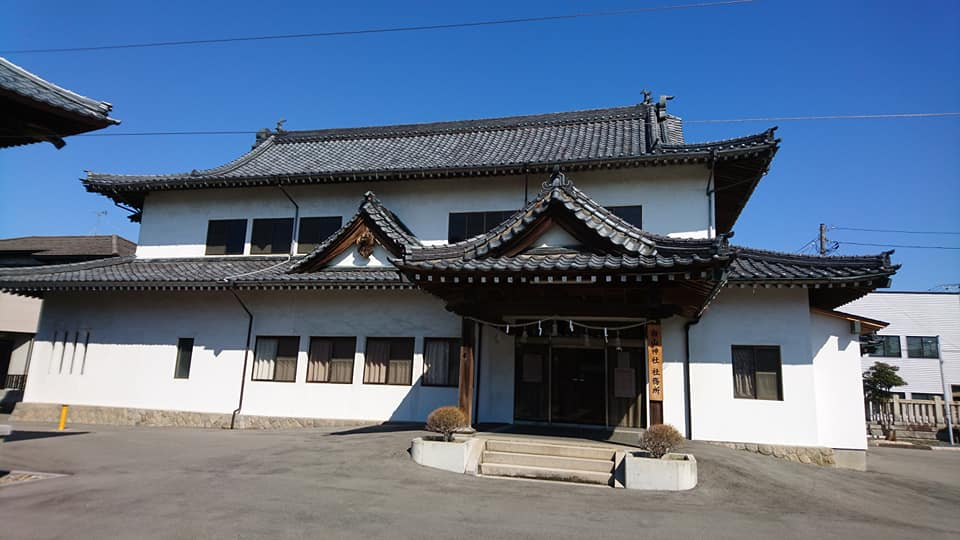
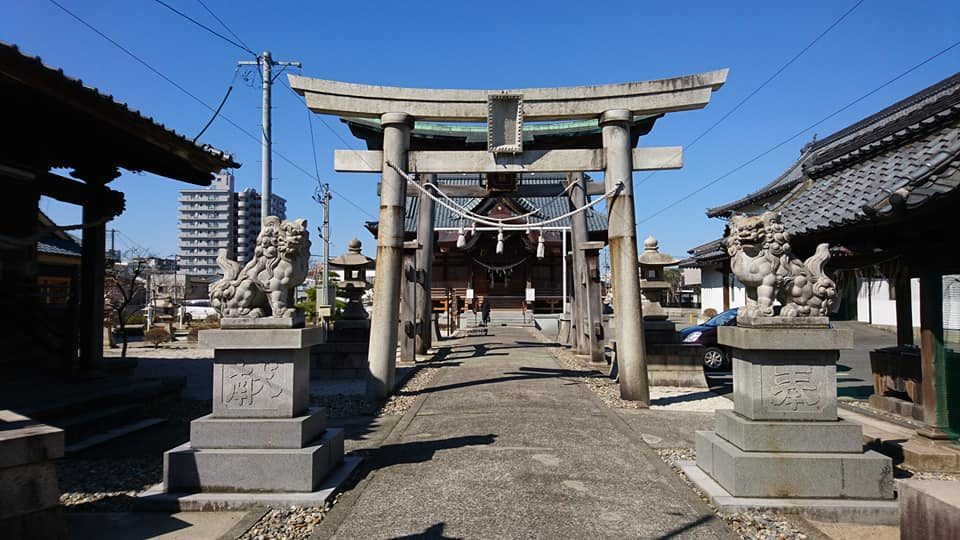
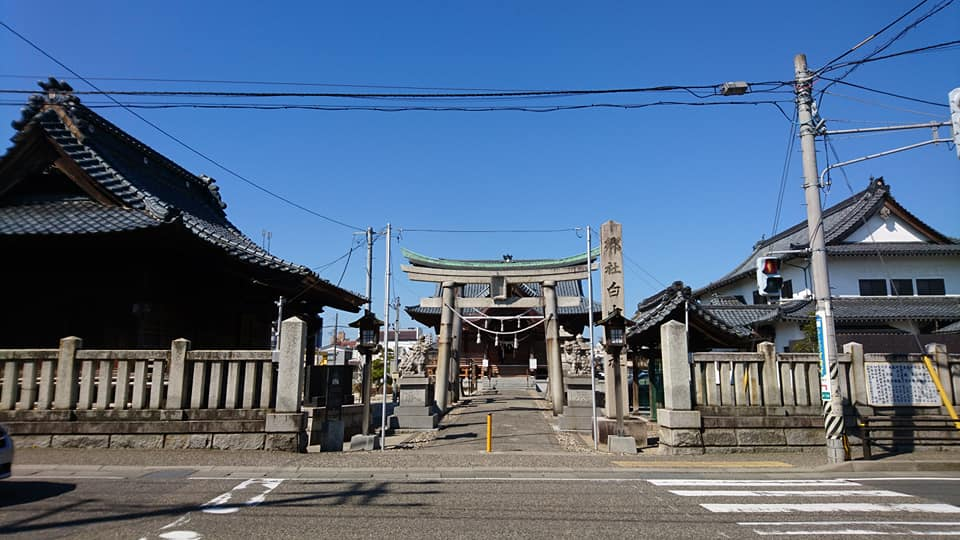
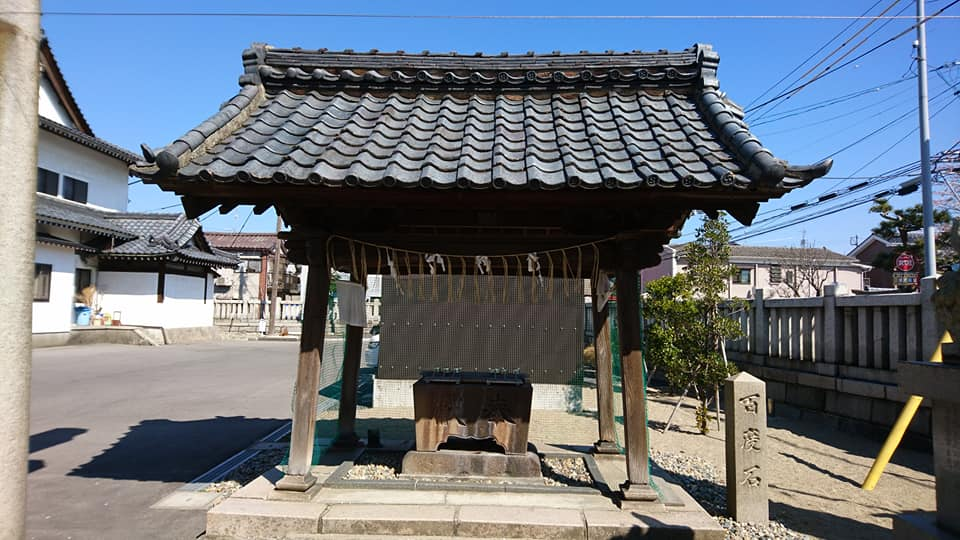
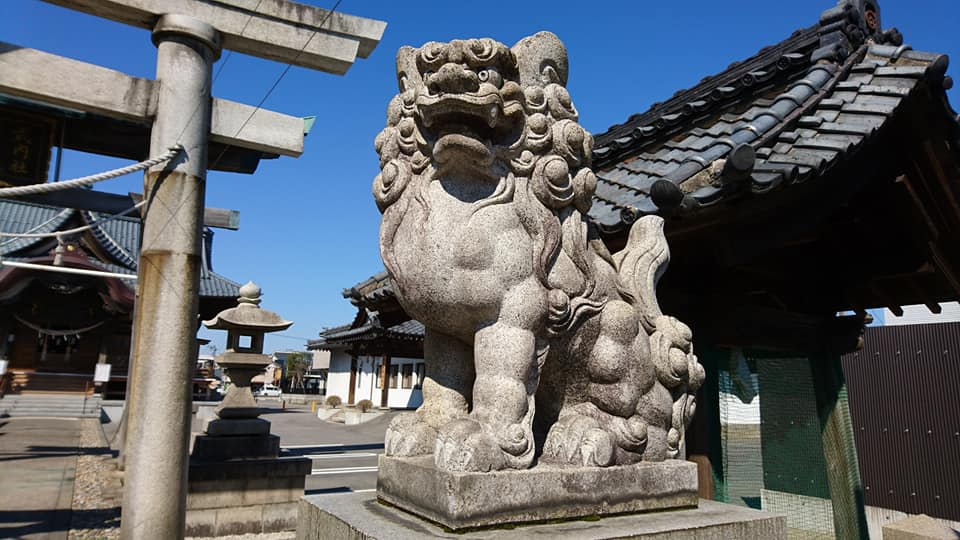
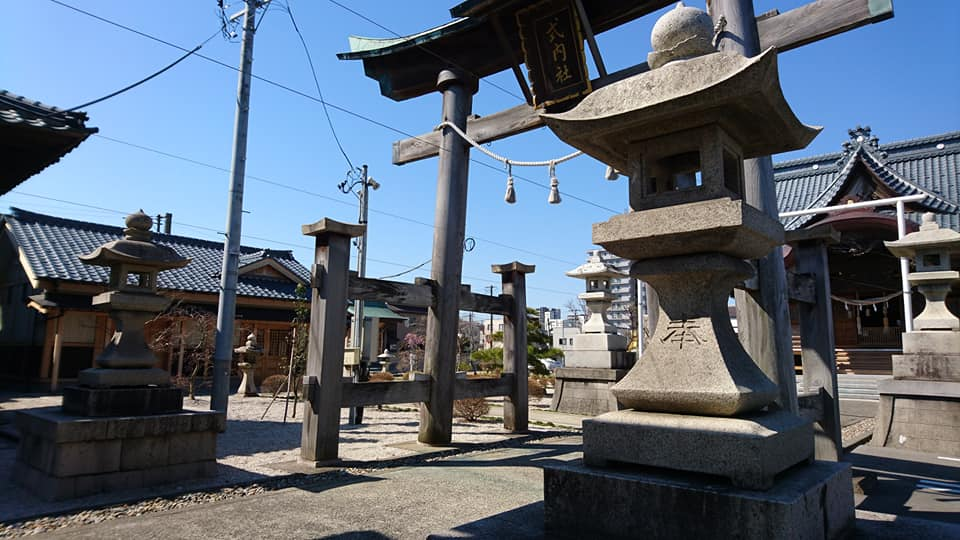

## 境外社

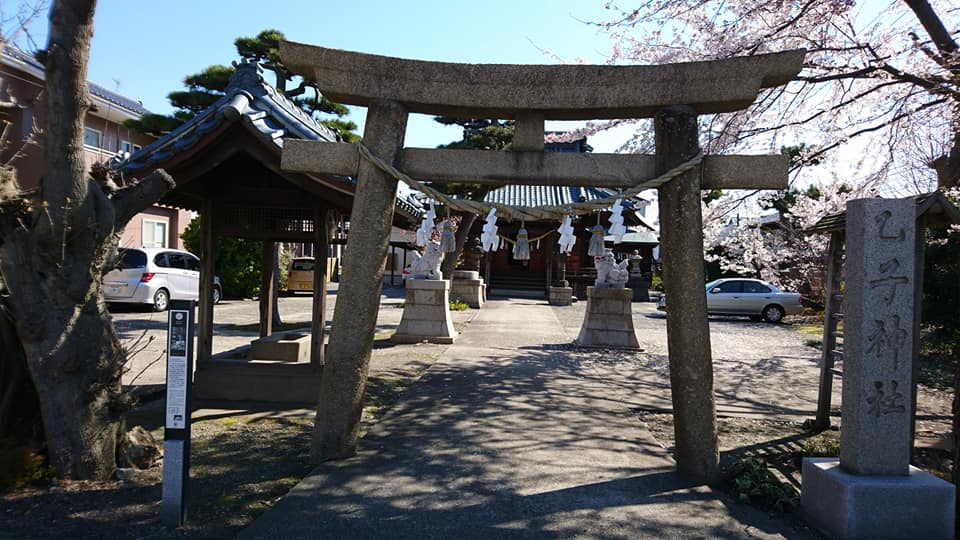

摂社
乙子明神（おとごみょうじん）- 祭神：

## 祭事
2019年時点における主な祭事は次の通り。
- 元旦祭（1月1日）
- 御十七夜祭（1月17日）[3]

大ろうそくに灯をともし1年の幸せを願う祭事。家内安全・商売繁盛や町内の安泰を願うため、氏子や近所の住民らが訪れる。
- 天神祭（2月25日）
- 古峰祭(3月1日)
- 稲荷祭（3月初旬）
- 祈年祭（3月中旬）
- 春祭（5月17,18日）[3]
- 大祐祭（6月30日）
- 大祭（沼垂まつり）（8月15～18日）[3]

200年以上の伝統がある。日中にはみこしの行列が町内を練り歩き、夜にはメインイベントの「けんか灯篭」が行われる。けんか灯篭は、巨大な灯篭をぶつけて押し合うもので、地元商店街の一角で行われ、灯篭を支える参加者と「頑張れー」「押せ押せ」と声援を送る見物客の熱気があふれると評される。
- 七五三詣（11月15日）
- 秋祭（11月中旬）
- 大祐祭（11月31日[要検証 – ノート]）
- 月次祭（毎月18日）

### 沼垂まつり
沼垂まつりの前身である白山祭りの起源については諸説あり、はじまりは王瀬に所在した時代である。
開催時期は、基本的に旧暦の七夕にあたる8月15日（前夜祭）、16日（本祭）の両日。前夜祭は19時から約30分かけ神輿への神霊うつしの神事を沼垂白山神社内行われる。本祭の昼の部は、神輿が午前8時に沼垂白山神社をスタートする。夜の部は、稲荷神社に神輿、各町内会の灯篭が参集しスタートする。
2014年から東新潟中学校の生徒が灯篭の絵を描いている。
沼垂まつりは、旧沼垂町の市街地区で開催される。

## 現地情報
所在地
- 新潟県新潟市中央区沼垂東1丁目1番17号[3]

交通アクセス
- 新潟駅から東へ徒歩約15分
- 新潟交通 S9 亀田・横越線、E5 牡丹山線、E6竹尾線 ほか 「沼垂白山」バス停[21]より徒歩約2分
- 車
  - 北陸自動車道 新潟西ICから、国道116号・国道8号を経由して約9キロメートル[22]

周辺
- 沼垂テラス
- 蒲原神社
- 今代司酒造